# Yuval Steinitz
Yuval Steinitz (en hébreu : יובל שטייניץ), né le 10 avril 1958 à Jérusalem, est un enseignant, philosophe et homme politique israélien.
Membre du Likoud, il est le ministre des Infrastructures nationales, de l'énergie et des ressources en eau, chargé de la Commission de l'énergie atomique d'Israël et membre du Cabinet de sécurité de 2015 à 2021.

## Biographie

### Éducation
Né et élevé à Moshav Ramot HaShavim, à 30 km au nord de Tel Aviv, il est l'aîné de quatre enfants. Son père est ingénieur et sa mère, Mina, était professeur de littérature et de philosophie. Entre 1977 et 1980, Steinitz a servi dans l'armée de défense d'Israël en tant que soldat dans la brigade d'infanterie de Golani. Il a d’ailleurs été blessé à la jambe lors d'une bataille avec l'armée syrienne quand il servait comme réserviste pendant la guerre du Liban en 1982.
Après trois ans de service militaire obligatoire, il fait des études en philosophie à l'université hébraïque de Jérusalem ou il obtient des BA et MA avec des honneurs. Il fait une thèse de doctorat à l'institut Cohn pour l'histoire et la philosophie des sciences et des idées à l'université de Tel Aviv. Cette dernière examine la possibilité des arguments logiques pour prouver l'existence de dieu et la règle du raisonnement logique dans la science moderne. En 1993, Steinitz obtient la Bourse Alon attribué aux jeunes médecins exceptionnels ce qui lui permet d'obtenir un poste d'enseignant à l'université de Haïfa. Steinitz a été nommé deux ans de suite « conférencier exceptionnel» de la philosophie et la philosophie de la science. En 1996, il est nommé maître de conférences (le parallèle israélien d'un professeur titulaire).
Steinitz a publié plusieurs livres de philosophie. Le premier, Invitation to Philosophy (1987), est devenu le livre de philosophie le plus vendu en Israël et a été imprimée en 60 éditions. Un autre livre intitulé A Logical-Scientific Missile to God and Back (Un missile logico-scientifique à Dieu et à l'arrière) est également devenu un best-seller et a été imprimé en 16 éditions. Il a également publié des articles philosophiques dans des revues académiques telles que The Philosophical Quarterly, American Philosophical Quarterly, International Philosophical Quarterly, Cambridge Religious Studies et The Jerusalem Philosophical Quarterly Iyyun.

### Carrière politique
L'implication politique de Steinitz a débuté au début des années 1980. C'est effectivement à ce moment où, encore jeune étudiant, il rejoint le mouvement 'Peace Now'. C'est d'ailleurs lors d'un rassemblement anti-gouvernemental à Jérusalem en 1983 qu'il est blessé à la jambe lorsqu'un extrémiste de droite lance une grenade dans la foule tuant l'activiste de la paix Emil Grunzweig. Ses réserves à l'égard des accords d'Oslo signés par les Israéliens avec les Palestiniens, ainsi que ses préoccupations concernant l'accumulation massive de l'armée égyptienne en dépit du traité de paix avec Israël en 1995, l'ont conduit à  droite et à soutenir publiquement le parti Likoud.
Il est membre aujourd'hui membre de la Knesset et du parti Likoud.
De 2009 à 2013, il exerce la fonction de ministre des Finances de mars 2009 à mars 2013, puis il est nommé ministre du Renseignement et des Affaires stratégiques pendant deux ans (de 2013 à 2015).
Yuval Steinitz est actuellement le ministre israélien des Infrastructures nationales, de l'énergie et des ressources en eau, chargé de la Commission de l'énergie atomique d'Israël et membre du cabinet de sécurité,,.

### Ministre des Infrastructures nationales, de l'énergie et des ressources en eau
En mai 2015, M. Steinitz est nommé ministre des Infrastructures nationales, de l'énergie et des ressources en eau, ainsi que ministre responsable de la Commission israélienne de l'énergie atomique. Deux mois plus tard, après plusieurs années de retards et contre une opposition très forte des milieux israéliens de gauche, Steinitz a formulé le "Cadre gazier", afin de permettre le développement de la plus grande découverte de gaz israélienne comme le projet Leviathan découvert en 2010. Un cadre qui ouvre la voie à de futures prospections gazières et pétrolières. Le «Cadre gazier» a été approuvé par le gouvernement israélien en août 2015 et par la Plénière de la Knesset en septembre 2015. Pourtant, en mars 2016, la Cour suprême israélienne a annulé la section cadre sur la stabilité et obligé le ministre Yaval Steinitz à le modifier et le proposer la nouvelle version au gouvernement pour être validé. Le cadre révisé a été approuvé en mai 2016 et le développement du «Léviathan» a finalement commencé.
En avril 2016 il rencontre son homologue américain à Jérusalem, Le secrétaire américain à l'Énergie, Ernest Moniz. Dr Ernest Moniz, se rendait alors pour la première fois en Israël. Il en a profité pour signer, avec Steinitz, un accord bilatéral qui renforce la coopération énergétique entre les États-Unis et Israël.
En juillet 2016, Steinitz annonce que le ministère de l'Énergie allait valider de nouvelles licences de pétrole et de gaz, mettant fin à quatre années d'interdiction de nouvelles explorations et recherches dans les eaux territoriales du pays.
En août 2017, le ministre Yuval Steinitz apporte son soutien à la gay pride en Israël.
En novembre 2017, Yuval Steinitz annonce qu'il y a bien des contacts entre le gouvernement israélien et celui d'Arabie saoudite afin de contrer l'influence de l'Iran dans la région du Moyen-Orient. Il ajoute que Tel Aviv est en relation avec d'autres pays arabes,.